# Clan Toda
Il clan Toda (戸田氏?, Toda-shi) fu un clan Giapponese che dichiarava la propria discendenza da Fujiwara Sanefusa (1146-1224). Originari della provincia di Ōmi, si stabilirono nel Mikawa all'inizio del periodo Sengoku, e Toda Munemitsu costruì il castello di Tawara tra il 1492 e 1501. Divennero importanti servitori dei Tokugawa e daimyō del periodo Edo. 
Toda Katsushige, che combatté con l'armata occidentale durante la campagna di Sekigahara, non era imparentato con questa famiglia.

## Membri importanti del clan

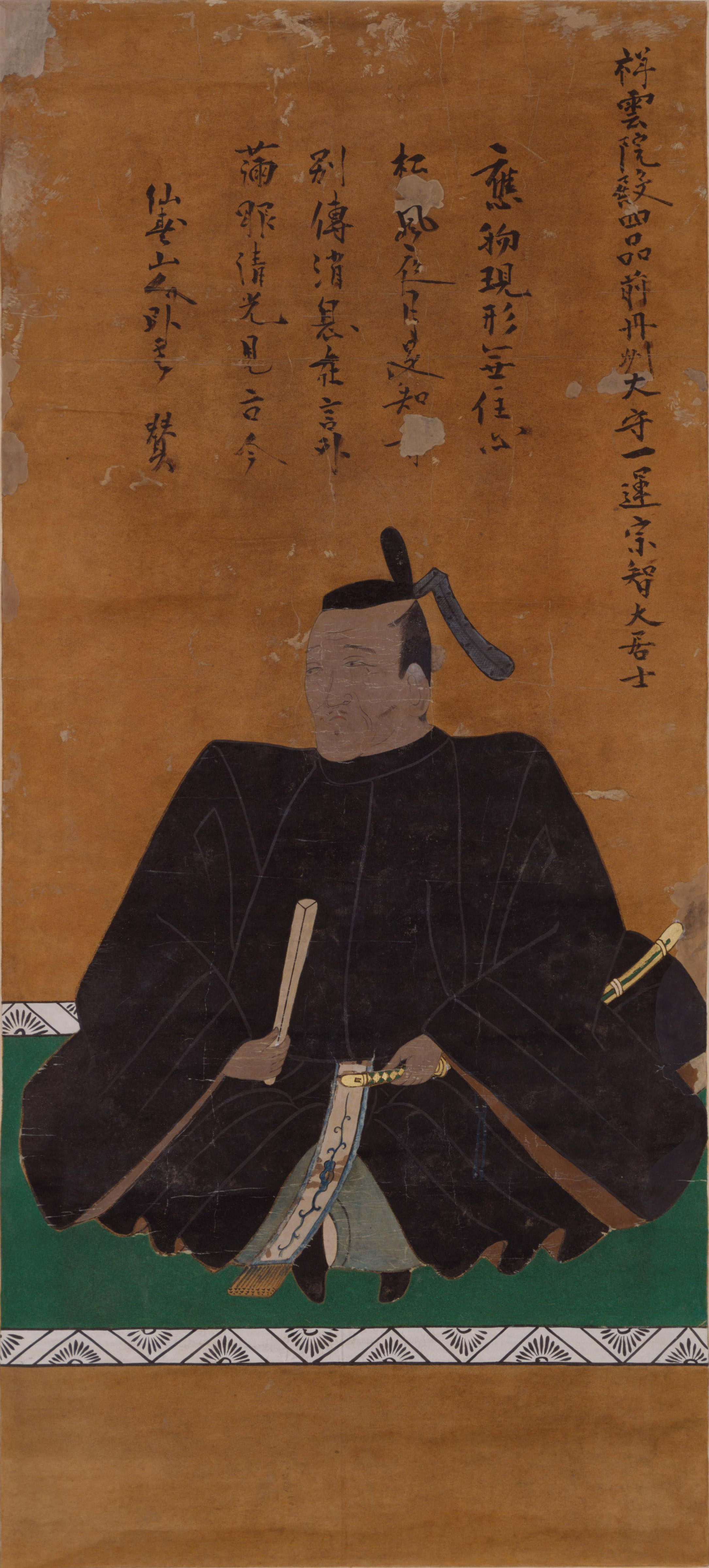
Toda Yasunaga

- Toda Munemitsu (戸田 宗光?; 1439? – 1508) Primo signore di Ueno (Mikawa), costruì verso il 1495 il castello di Tawara (Mikawa), che i suoi discendenti conservarono per diverse generazioni.
- Matsudaira Yasunaga (松平康長?; 1562 – 1632) figlio di Toda Shigesada, sposò una figlia adottiva di Tokugawa Ieyasu (figlia di Hisamatsu Toshikatsu) e gli fu permesso di assumere il cognome Matsudaira. Assistette per la prima volta al servizio di Ieyasu nella riconquista Takatenjin a Tōtōmi nel 1581 e durante la campagna di Sekigahara partecipò all'assedio di Ōgaki. Ricevette come ricompensa il feudo di Koga (Shimōsa, 20 000 koku ); poi nel 1609 fu trasferito a Minagawa (Shimotsuke); nel 1612 a Kasama (Hitachi) e nel 1616 a Takasaki (Kōzuke); nel 1617 a Matsumoto (Shinano- 60 000 koku). Nel 1633 i suoi discendenti vissero ad Akashi (Harima); nel 1639 a Kano (Mino); nel 1711 a Yodo (Yamashiro); nel 1717 a Toba (Shima); infine dal 1725 al 1868 tornarono a Matsumoto. Divennero visconti dopo l'abolizione del sistema han[2].
- Toda Tadatsugu (戸田 忠次?; 1532 – 1598) figlio di Toda Mitsutada, servì Ieyasu e nel 1590 ottenne uno stipendio di 5 000 koku a Shimoda (Izu).
- Toda Takatsugu (戸田 尊次?; 1565 – 1615) figlio di Tadatsugu, nel 1601 ricevette il feudo di Tawara (Mino, 10 000 koku).
- Toda Tadamasa (戸田 忠昌?; 1632 – 1699) nipote di Tadatsugu, fu trasferito 1664 a Tomioka (Higo); nel 1676 a Shimodate (Hitachi); nel 1682 a Iwatsuki (Musashi); nel 1686 a Sakura (Shimōsa,  72 000 koku). Deteneva diversi incarichi tra i quali Jisha-bugyō, Kyoto Shoshidai e Rōjū.
- Toda Tadazane (戸田 忠真?; 1651 – 1729) figlio di Tadamasa, fu daimyō di Takata (Echigo) (1701), poi, nel 1710, di Utsunomiya (Shimotsuke, 77 000 koku). I suoi discendenti furono trasferiti nel 1749 a Shimabara (Hizen), tornarono a Utsunomiya nel 1774 e risiedettero in quel luogo fino alla restaurazione Meiji. Divennero visconti dopo l'abolizione del sistema han. Un ramo di questa famiglia fu nobilitato nel 1866 e ricevette uno stipendio di 10 000 koku a Takatoku (Shimotsuke). Divennero visconti.
- Toda Kazuaki (戸田 一西?; 1542 – 1604) figlio di Toda Ujimutsu, servì Ieyasu e nel 1601 ricevette il feudo di Zeze (Ōmi, 30 000 koku).
- Toda Ujikane (戸田氏鉄?; 1576 – 1655) figlio di Kazuaki, servì anche lui i Tokugawa. Dopo la morte del padre ereditò il feudo di Zeze. Partecipò alla soppressione della rivolta di Shimabara. Venne trasferito dapprima ad Amagasaki (Settsu) nel 1617 e in seguito a Ogaki (Mino, 100 000 koku) dal 1634, dove i suoi discendenti rimasero fino al 1868. Divennero conti. Un ramo discendente da Ujikane dal 1698 al 1868 risiedette a Nomura (Mino, 13 000 koku) e divennero visconti.